# 일관도

일관도(一貫道)는 중국에서 만들어진 도교의 하나로, 불교와 유교가 융합된 것이 특징이다. ‘일관’(一貫)은 《논어》에 실린 공자의 말 ‘일이관지(一以貫之)’에서 유래한 것으로, 여러 종교를 관철하는 하나의 절대적인 진리가 있음을 뜻한다.
단체 이름으로는 도덕협회(道德協會), 도덕회(道德會) 등을 사용한다.

## 특징
명청대에 유행한 무생노모(無生老母)를 주신으로 모시며, 미래에 불교의 미륵불이 올 것을 믿는다. 이러한 신앙은 일관도의 독자적인 것이 아니며, 널리 알려진 것으로는 백련교가 있다.

## 역사
1949년 중화인민공화국이 수립되자 탄압을 받아 1950~52년에 중화민국으로 주요 신자들이 이주한다. 이후 타이완이 일관도의 중심이 된다. 대한민국에도 이 시기 곤수곡인(昆水谷人) 김복당(金福堂)에 의해 전래되었다.
중화민국에서도 불법 종교로 탄압을 받았으나 신자가 계속 증가하였고, 1987년 공식적으로 정부의 인정을 받는다.
1950년대 신흥종교 일관도에 대한 중국 공산당의 대규모 박해는 1990년대 이후의 “컬트” 단체 탄압에 좋은 본보기가 됐다. 중국 공산당이 1990년대 후반 파룬궁, 전능하신 하나님 교회 등 사교(“이단 교리”) 목록에 포함된 단체를 대상으로 대규모 반대 캠페인을 개시했을 때 일부 학자들은 1950년대 일관도(一貫道) 반대 캠페인 이래 중국에서 벌어진 사상 최대 규모의 탄압이라고 평가했다.
실제로 여러 측면에서 일관도 탄압 사례가 추후 일어난 사건들의 본보기 역할을 했다. 이러한 맥락에서 일관도는 관심을 가져볼 만한 종교로, 특히 홍콩 학자 에드워드 아이언즈(Edward Irons)의 연구처럼 훌륭한 영어 학술 자료가 존재하기 때문에 중국의 현대 종교 전문가들이 참고할 부분이 많다. 물론 교리상으로는 현재 탄압받는 단체와 매우 상이한 측면이 있다.

## 같이 보기
- 까오다이교
- 신흥 종교